# Ovanåker (đô thị)
Ovanåker Municipality (Ovanåkers kommun) là một đô thị ở hạt Gävleborg, đông trung bộ Thụy Điển. Thủ phủ là Edsbyn.
Cuộc cải cách đơn vị hành chính năm 1952 đã dẫn đến việc hợp nhất Ovanåker cũ với Voxna (cả hai đều được lập theo đạo luật chính quyền đầu tiên năm 1862). Năm 1977 Alfta (giai đoạn 1974-1976 thuộc đô thị Bollnäs) đã được bổ sung vào.

## Các đơn vị trực thuộc
- Alfta
- Edsbyn (thủ phủ)
- Knåda
- Ovanåker
- Roteberg
- Runemo
- Viksjöfors